# Lista de presidentes da Índia
O Presidente da Índia é o chefe de estado da Índia e o comandante supremo das Forças Armadas da Índia. O presidente é referido como o principal cidadão da Índia. Embora investido desses poderes pela Constituição da Índia, o cargo é na maioria das ocasiões cerimonial e os poderes executivos são de facto exercidos pelo primeiro-ministro.
O presidente é eleito pelo Colégio Eleitoral composto por membros eleitos das casas do parlamento, Lok Sabha e Rajya Sabha, e também membros do Vidhan Sabha, as assembleias legislativas estaduais. Os presidentes podem permanecer no cargo por cinco anos, conforme estabelecido no artigo 56, parte V, da Constituição da Índia. No caso de término antecipado do mandato do presidente ou na ausência do presidente, o vice-presidente assume o cargo. Pelo artigo 70 da parte V, o parlamento pode decidir como exercer as funções do presidente quando isso não for possível, ou em qualquer outra contingência inesperada.
Houve 14 presidentes da Índia desde que o cargo foi estabelecido quando a Índia foi declarada como uma república com a adoção da constituição indiana em 1950. Além desses quatorze, três presidentes em exercício também estão no cargo por curtos períodos de tempo. Varahagiri Venkata Giri tornou-se o presidente interino em 1969, depois que Zakir Husain morreu no cargo. Giri foi eleito presidente alguns meses depois. Ele continua sendo a única pessoa que ocupou o cargo tanto como presidente quanto como presidente interino. Rajendra Prasad, o primeiro presidente da Índia, é a única pessoa que ocupou o cargo por dois mandatos.
Sete presidentes foram membros de um partido político antes de serem eleitos. Seis deles eram membros ativos do partido do Congresso Nacional Indiano. O Partido Janata teve um membro, Neelam Sanjiva Reddy, que mais tarde se tornou presidente. Dois presidentes, Zakir Husain e Fakhruddin Ali Ahmed, morreram no cargo. Seus vice-presidentes serviram como presidentes interinos até que um novo presidente fosse eleito. Após a morte de Zakir Husain, dois presidentes em exercício permaneceram no cargo até que o novo presidente, V. V. Giri, fosse eleito. Quando Giri renunciou para participar das eleições presidenciais, foi sucedido por Mohammad Hidayatullah como presidente interino. A 12ª presidente, Pratibha Patil, é a primeira mulher a ocupar o cargo, eleita em 2007.
Em 25 de julho de 2022, Draupadi Murmu tomou posse como a 15º presidente da Índia. 

## Lista de presidentes da Índia
Predefinição:For

### Governo Provisório para a Independência da Índia

Mahendra Pratap (centre), President of the Provisional Government of India, at the head of the Mission with the German and Turkish delegates in Kabul, 1915. Seated to his right is Werner Otto von Hentig.

On 1 December 1915 Pratap established the first Provisional Government of India at Kabul in Afghanistan as a government-in-exile of Free Hindustan, with himself as President, Maulavi Barkatullah as Prime Minister, and Maulana Ubaidullah Sindhi as Home Minister, declaring jihad on the British. Anti-British forces supported his movement, but because of obvious loyalty to the British, the Amir kept on delaying the expedition to overthrow British rule in India.[carece de fontes?]
| #                               | Name (birth–death)               | Photograph                      | Elected                         | Took office                     | Left office                     | Vice President                   | Party                           | Party                           |
| Provisional Government of India | Provisional Government of India  | Provisional Government of India | Provisional Government of India | Provisional Government of India | Provisional Government of India | Provisional Government of India  | Provisional Government of India | Provisional Government of India |
| ------------------------------- | -------------------------------- | ------------------------------- | ------------------------------- | ------------------------------- | ------------------------------- | -------------------------------- | ------------------------------- | ------------------------------- |
| 1                               | Mahendra Pratap                  |                                 | —                               | 1915                            | 1919                            | Abdul Hafiz Mohamed Barakatullah |                                 |                                 |
| 2                               | Abdul Hafiz Mohamed Barakatullah |                                 | —                               | 1919                            | 1919                            | Mahendra Pratap                  |                                 |                                 |

### Presidente do Conselho Executivo
Governo Provisório da Índia
The Declaration of Purna Swaraj was a resolution which was passed in 1930 because of the dissatisfaction among the Indian masses regarding the British offer of Dominion status to India.
| # | Name             | Portrait | Term of office | Term of office | Political party          |
| - | ---------------- | -------- | -------------- | -------------- | ------------------------ |
| 1 | Jawaharlal Nehru |          | 1928           | 1941           | Indian National Congress |

### Subhas Chandra Bose Governo Provisório para a independência da Índia
The Provisional Government of Free India or, more simply, Azad Hind, was a short-lived Japanese-controlled provisional government in India. It was established in Japanese occupied Singapore during World War II in October 1943 and has been considered a puppet state of the Empire of Japan.
| #                               | Name (birth–death)              | Photograph                      | Elected                         | Took office                     | Left office                     | Vice President                                                              | Party                           | Party                           |
| Provisional Government of India | Provisional Government of India | Provisional Government of India | Provisional Government of India | Provisional Government of India | Provisional Government of India | Provisional Government of India                                             | Provisional Government of India | Provisional Government of India |
| ------------------------------- | ------------------------------- | ------------------------------- | ------------------------------- | ------------------------------- | ------------------------------- | --------------------------------------------------------------------------- | ------------------------------- | ------------------------------- |
| 1                               | Subhas Chandra Bose             |                                 | —                               | 1941                            | 1945                            | Mohan Singh and Iwaichi Fujiwara founders of the First Indian National Army |                                 |                                 |

### Presidente do Conselho Executivo
Interim Government of India
The Interim Government of India, also known as the Provisional Government of India, formed on  1945 from the newly elected Constituent Assembly of India, had the task of assisting the transition of British India to independence. It remained in place until 15 August 1947, the date of the independence (and partition) of British India, and the creation of the dominions of India and Pakistan.
| # | Name                                                                                               | Portrait | Term of office | Term of office | Political party          |
| - | -------------------------------------------------------------------------------------------------- | -------- | -------------- | -------------- | ------------------------ |
| 1 | Jawaharlal Nehru Vice-President of the Executive Council External Affairs & Commonwealth Relations |          | 1945           | 15 August 1947 | Indian National Congress |

### Governor-General
The Dominion of India remained "India" in common parlance but was geographically reduced by the lands that went to Pakistan, as a separate dominion. Under the Act, the King remained the monarch of India but the British government relinquished all responsibility for administering its former territories. The government also revoked its treaty rights with the rulers of the princely states and advised them to join in a political union with India or Pakistan. Accordingly, one of the British monarch's regnal titles, "Emperor of India," was abandoned.
| # | Governor-General (Birth–Death)                         | Portrait | Tenure         | Tenure          | Monarch   | Prime Minister |
| # | Governor-General (Birth–Death)                         | Portrait | Took office    | Left office     | Monarch   | Prime Minister |
| - | ------------------------------------------------------ | -------- | -------------- | --------------- | --------- | -------------- |
| 1 | The Rt. Hon. The Earl Mountbatten of Burma (1900–1979) |          | 15 August 1947 | 21 June 1948    | George VI | Nehru          |
| 2 | Chakravarti Rajagopalachari (1878–1972)                |          | 21 June 1948   | 26 January 1950 | George VI | Nehru          |

### Presidente da Índia (1950–presente)
| #                                                                             | Presidente (nascimento–morte)            | Retrato | Posse                | Posse                                  | Eleito                        | Partido político           | Vice-presidente                      |
| #                                                                             | Presidente (nascimento–morte)            | Retrato | Assumiu o cargo      | Deixou o escritório                    | Eleito                        | Partido político           | Vice-presidente                      |
| ----------------------------------------------------------------------------- | ---------------------------------------- | ------- | -------------------- | -------------------------------------- | ----------------------------- | -------------------------- | ------------------------------------ |
| 1                                                                             | Rajendra Prasad (1884–1963)              |         | 26 de janeiro 1950   | 13 de maio 1962                        | 1950 1952 1955 1957 1959 1960 | Congresso Nacional Indiano | Sarvepalli Radhakrishnan             |
| 2                                                                             | Sir Sarvepalli Radhakrishnan (1888–1975) |         | 13 de maio 1962      | 13 de maio 1967                        | 1962 1965                     | Independente               | Zakir Husain                         |
| 3                                                                             | Zakir Husain (1897–1969)                 |         | 13 de maio 1967      | 3 de maio 1969 (died in office.)       | 1967                          | Independente               | V. V. Giri                           |
| 4                                                                             | V. V. Giri (1894–1980)                   |         | 3 de maio 1969       | 20 de julho 1969                       | 1969                          | Independente               | V. V. Giri                           |
| 5                                                                             | Mohammad Hidayatullah (1905–1992)        |         | 20 de julho 1969     | 24 de agosto 1969                      | 1969                          | Independente               | V. V. Giri                           |
| (4)                                                                           | V. V. Giri (1894–1980)                   |         | 24 de agosto 1969    | 24 de agosto 1973                      | 1969                          | Independente               | Gopal Swarup Pathak                  |
| –                                                                             | Gopal Swarup Pathak (1896–1982)          |         | 24 de agosto 1973    | 24 de agosto 1973                      | –                             | Independente               | Gopal Swarup Pathak                  |
| (4)                                                                           | V. V. Giri (1894–1980)                   |         | 24 de agosto 1973    | 24 de agosto 1974                      | –                             | Independente               | Gopal Swarup Pathak                  |
| 6                                                                             | Fakhruddin Ali Ahmed (1905–1977)         |         | 24 de agosto 1974    | 11 de fevereiro 1977 (died in office.) | 1974                          | Congresso Nacional Indiano | Gopal Swarup Pathak B. D. Jatti      |
| 7                                                                             | B. D. Jatti (1912–2002)                  |         | 11 de fevereiro 1977 | 25 de julho 1977                       | —                             | Congresso Nacional Indiano | B. D. Jatti                          |
| 8                                                                             | Neelam Sanjiva Reddy (1913–1996)         |         | 25 de julho 1977     | 25 de julho 1982                       | 1977                          | Festa Janata               | B. D. Jatti Mohammad Hidayatullah    |
| 9                                                                             | Giani Zail Singh (1916–1994)             |         | 25 de julho 1982     | 25 July 1983                           | 1982                          | Congresso Nacional Indiano | Mohammad Hidayatullah                |
| (5)                                                                           | Mohammad Hidayatullah (1905–1992)        |         | 25 de julho 1983     | 25 de julho 1983                       | —                             | Congresso Nacional Indiano | Mohammad Hidayatullah                |
| (9)                                                                           | Giani Zail Singh (1916–1994)             |         | 25 de julho 1983     | 25 de julho 1984                       | —                             | Congresso Nacional Indiano | Mohammad Hidayatullah                |
| (5)                                                                           | Mohammad Hidayatullah (1905–1992)        |         | 25 de julho 1984     | 25 de julho 1984                       | —                             | Congresso Nacional Indiano | Mohammad Hidayatullah                |
| (9)                                                                           | Giani Zail Singh (1916–1994)             |         | 25 de julho 1984     | 25 de julho 1987                       | 1984                          | Congresso Nacional Indiano | Ramaswamy Venkataraman               |
| 10                                                                            | R. Venkataraman (1910–2009)              |         | 25 de julho 1987     | 25 de julho 1992                       | 1987                          | Congresso Nacional Indiano | Shankar Dayal Sharma                 |
| 11                                                                            | Shankar Dayal Sharma (1918–1999)         |         | 25 de julho 1992     | 25 de julho 1997                       | 1992                          | Congresso Nacional Indiano | K. R. Narayanan                      |
| 12                                                                            | K. R. Narayanan (1920–2005)              |         | 25 de julho 1997     | 25 de julho 2000                       | 1997                          | Congresso Nacional Indiano | Krishan Kant                         |
| –                                                                             | Krishan Kant (1927–2002)                 |         | 25 de julho 2000     | 25 de julho 2000                       | –                             | Congresso Nacional Indiano | Krishan Kant                         |
| (12)                                                                          | K. R. Narayanan (1920–2005)              |         | 25 de julho 2000     | 25 de julho 2002                       | –                             | Congresso Nacional Indiano | Krishan Kant                         |
| 13                                                                            | A. P. J. Abdul Kalam (1931–2015)         |         | 25 de julho 2002     | 25 de julho 2003                       | 2002                          | Independente               | Krishan Kant Bhairon Singh Shekhawat |
| –                                                                             | Bhairon Singh Shekhawat (1923–2010)      |         | 25 de julho 2003     | 25 de julho 2003                       | –                             | Independente               | Bhairon Singh Shekhawat              |
| (13)                                                                          | A. P. J. Abdul Kalam (1931–2015)         |         | 25 de julho 2003     | 25 de julho 2007                       | –                             | Independente               | Bhairon Singh Shekhawat              |
| 14                                                                            | Pratibha Patil (1934–)                   |         | 25 de julho 2007     | 25 de julho 2010                       | 2007                          | Indian National Congress   | Mohammad Hamid Ansari                |
| –                                                                             | Mohammad Hamid Ansari(1937–)             |         | 25 de julho de 2010  | 25 de julho de 2010                    | –                             | Congresso Nacional Indiano | Mohammad Hamid Ansari                |
| (14)                                                                          | Pratibha Patil (1934–)                   |         | 25 de julho de 2010  | 25 July 2012                           | –                             | Congresso Nacional Indiano | Mohammad Hamid Ansari                |
| 15                                                                            | Pranab Mukherjee (1935–2020)             |         | 25 de julho de 2012  | 25 de julho de 2016                    | 2012                          | Congresso Nacional Indiano | Mohammad Hamid Ansari                |
| –                                                                             | Mohammad Hamid Ansari(1937–)             |         | 25 de julho de 2016  | 25 de julho de 2016                    | –                             | Congresso Nacional Indiano | Mohammad Hamid Ansari                |
| (15)                                                                          | Pranab Mukherjee (1935–2020)             |         | 25 de julho de 2016  | 25 de julho de 2017                    | –                             | Congresso Nacional Indiano | Mohammad Hamid Ansari                |
| 16                                                                            | Ram Nath Kovind (1945–)                  |         | 25 de julho de 2017  | 25 de julho de 2018                    | 2017                          | Bharatiya Janata Party     | Mohammad Hamid Ansari Venkaiah Naidu |
| _                                                                             | M. Venkaiah Naidu (1949–)                |         | 25 de julho de 2018  | 25 de julho de 2018                    | –                             | Bharatiya Janata Party     | Venkaiah Naidu                       |
| (16)                                                                          | Ram Nath Kovind (1945–)                  |         | 25 de julho de 2018  | 25 de julho de 2022                    | –                             | Bharatiya Janata Party     | Venkaiah Naidu                       |
| 17                                                                            | Droupadi Murmu (1958-)                   |         | 25 de julho de 2022  | 11 de agosto de 2022                   | 2022                          | Bharatiya Janata Party     | Venkaiah Naidu Jagdeep Dhankhar      |
| –                                                                             | Jagdeep Dhankhar (1951–)                 |         | 11 de agosto de 2022 | 11 de agosto de 2022                   | –                             | Bharatiya Janata Party     | Jagdeep Dhankhar                     |
| 17                                                                            | Droupadi Murmu (1958-)                   |         | 11 de agosto de 2022 | 25 de julho de 2025                    | –                             | Bharatiya Janata Party     | Jagdeep Dhankhar                     |
| 18                                                                            | Narendra Modi(1950–)                     |         | 25 de julho de 2025  | Titular                                | —                             | Bharatiya Janata Party     | Jagdeep Dhankhar                     |
| Forças armadas que deram um golpe militar contra o governo e tomaram o poder. |                                          |         |                      |                                        |                               |                            |                                      |
| 19                                                                            | Javed Khans (1996–)                      |         | 25 de julho de 2025  | Titular                                |                               | Military                   | Armed forces                         |